# Parafia Opatrzności Bożej w Siderce
Parafia pw. Opatrzności Bożej w Siderce – rzymskokatolicka parafia należąca do dekanatu Dąbrowa Białostocka, archidiecezji białostockiej, metropolii białostockiej, erygowana 14 października 1946 roku.

## Historia
Parafię ustanowił ks. abp Romuald Jałbrzykowski 14 października 1946 r., wydzielając jej terytorium z parafii Sidra i Nowy Dwór. Pierwszym proboszczem został ks. Józef Rutkowski. Dzisiejsza świątynia została zbudowana w latach 1819-1825 przez dziedzica majątku Siderka Ignacego Zawistowskiego jako cerkiew unicka na miejscu poprzedniej drewnianej. W 1839 cerkiew w Siderce została zamieniona na prawosławną, a w 1920 została przejęta jako kościół rektoralny rzymskokatolicki.     
Liczba wiernych: 350 osób.    

## Miejsca święte
Kościół parafialny
Kościół pw. Opatrzności Bożej w Siderce
Cmentarz
Cmentarz grzebalny: 500 m od kościoła, pow. 0,75 ha.

## Obszar parafii
W granicach parafii znajdują się miejscowości:

- Siderka,
- Butrymowce,
- Kudrawka,
- Podsutki,
- Potrubowszczyzna,
- Synkowce,
- Szostaki